# Обыкновенный ёж
Обыкнове́нный ёж, или европе́йский ёж, или среднеру́сский ёж (лат. Erinaceus europaeus), — вид млекопитающих из рода евразийских ежей семейства ежовых. Обитает в широколиственных лесах Западной и Центральной Европы, в том числе на Британских островах и в южной Скандинавии, а также в северных и центральных районах европейской части России; интродуцирован в Новую Зеландию.

## Внешний вид

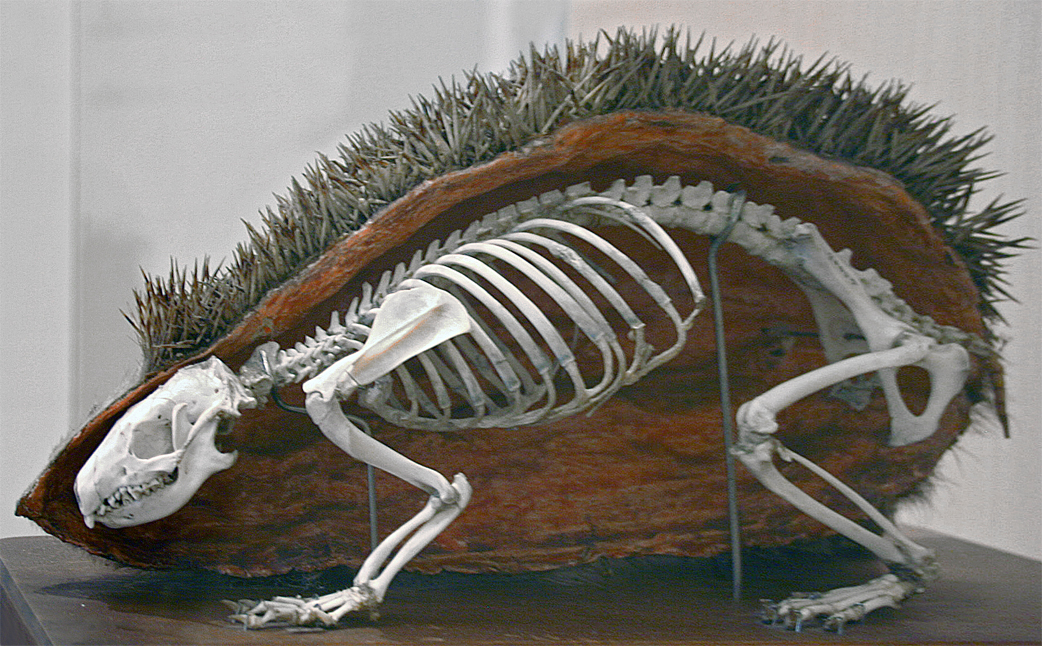
Скелет ежа.

Обыкновенный ёж — животное небольших размеров, однако в целом его размеры для всего рода евразийских ежей — от средних до крупных. Длина тела составляет 23,7—29 см, хвоста — около от 14 до 32 мм масса тела от 700—800 г у первогодков, до 2 кг в ежей начиная со второго года жизни. Уши относительно небольшие (обычно от 28,5 до 40,1 мм). У обыкновенных ежей, обитающих на Кипре, уши более крупные. Морда вытянутая. Нос у животного острый и постоянно влажный. На верхней челюсти у ежей 20 мелких острых зубов, а на нижней — 16. Верхние резцы широко расставлены, оставляя место для прикуса нижним резцам. Голова относительно крупная, клинообразная, со слабоудлинённым лицевым отделом.
Лапы обыкновенного ежа короткие. На лапах по 5 пальцев с острыми когтями. Задние конечности более длинные, чем передние. Иглы у обыкновенного ежа короткие, не более 3 см. На голове иглы разделены на 2 части «пробором». Поверхность игл гладкая, окраска их слагается чередованием буроватых и светлых поясков. На спине, боках и голове иглы достигают в длину 2 см. Внутри они полые, наполненные воздухом. Растут иглы с такой же скоростью, как и волосы. Между иглами располагаются тонкие, длинные, очень редкие волосы. Голова и брюхо покрыты грубоватыми и обычно тёмными волосами. У взрослых ежей обычно по 8 тысяч игл, у более молодых особей — около 3 тысяч.

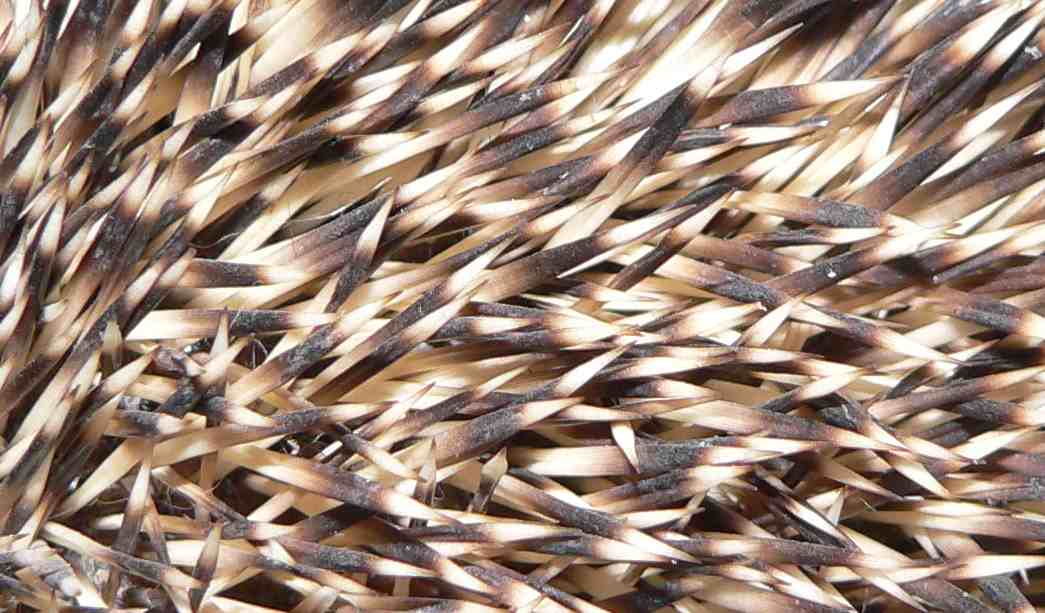
Иглы обыкновенного ежа

На морде, лапах и животе у обыкновенных ежей окрас варьируется от желтовато-белого до тёмно-коричневого цвета, с возрастом он светлеет. Окрас на брюхе обыкновенного ежа обладает характерным рисунком — посередине брюха (пепельно-серого или светло-серого цвета с палевым оттенком), окружённого в свою очередь тёмными волосами, граничащими с иглами; проходит продольная полоса тёмно-серого или коричневого цвета. Однако, как уже было указано выше, с возрастом окрас светлеет (брюхо становится желтовато-серой) и рисунок становится менее контрастным, а у очень старых ежей его практически не видно. Окрас лап такой же, как и на наиболее тёмных участках брюха. Иглы буроватого цвета, с тёмными поперечными полосами (у молодых особей цвет этих полос особей — светло-бурый, у взрослых — тёмно-коричневый). В целом, окрас покрытой иглами поверхности обыкновенных ежей светлее, чем у белогрудого ежа и темнее, чем у амурского. Грудь и горло ежа, в целом, однотонные, без белых пятен, по центру брюшка проходит размытая более тёмная проточина. У ежей, живущих в Испании, бледный окрас.

## Распространение
Ареал обыкновенного ежа охватывает Западную и Центральную Европу, включая Британские острова и юг Скандинавии, а также северный и центральный районы европейской части России. Также обыкновенный ёж интродуцирован в Новую Зеландию.
В России обитает в северной части европейской части страны (северная граница проходит от около 61° с. ш. на границе с Финляндией до Великого Устюга), средней полосе и верхнем Поволжье (южная граница ареала на территории России проходит в Кировской, Нижегородской области, югу Ярославской и центру Ивановской областей, Подмосковью, Псковской и Костромской областям)

## Подвиды
Описано более шести подвидов обыкновенного ежа, на территории России, судя по всему, обитают два:
- Eurinaecus europaeus europaeus L, 1758 — на территории России обитает в Ленинградской области и Карелии.
- Eurinaecus europaeus centralrossicus Ognev, 1926 — обитает в Новгородской, Тверской, Московской, Костромской, Кировской и Ярославской областях.

## Генетика
В кариотипе обыкновенного ежа насчитывается 48 пары хромосом (две пары мелких хромосом, столько же пар крупных телоцентрических хромосом, одна пара крупных акроцентрических хромосом и 18 пар последовательно убывающих по размерам метацентрических и субметацентрических хромосом).

## Образ жизни

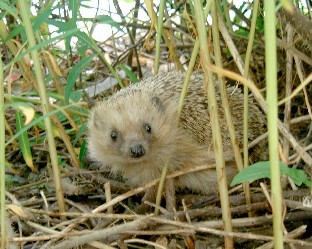
Ёж со светлым окрасом

### Места обитания
Обыкновенный ёж населяет самые разнообразные места обитания, избегая обширных болот и сплошных хвойных лесов. Предпочитает опушки, перелески, небольшие поляны, поймы рек, в западной части ареала обитает чаще в лиственных лесах, а в восточной — в хвойных. Обыкновенный ёж обитает в том числе рядом с человеком, нередко его можно найти в садах и парках. В Европе обыкновенного ежа можно найти в открытых лесах, травянистых равнинах, в кустарниках, песчаной местности и даже в парках.
Гнёзда строят в кустах, ямах, пещерах, заброшенных норах грызунов или в корнях деревьев. Обычно гнездо занимает в диаметре 15—20 см, в нём находится подстилка из сухой травы или листьев, мха. При помощи длинных средних пальцев на ногах ежи ухаживают за своими колючками. Грудь животные вылизывают языком. Самцы агрессивны друг к другу, ревностно охраняют свои участки. Площадь таких участков составляет у самцов 7—39 га, а у самок — 6—10 га. Линька у обыкновенных ежей происходит медленно, обычно весной или осенью. В среднем за год меняется только одна игла из трёх. Каждая иголка растёт 12—18 месяцев. В природе эти животные живут 3—5 лет, в неволе могут доживать до 8—10 лет.

### Активность

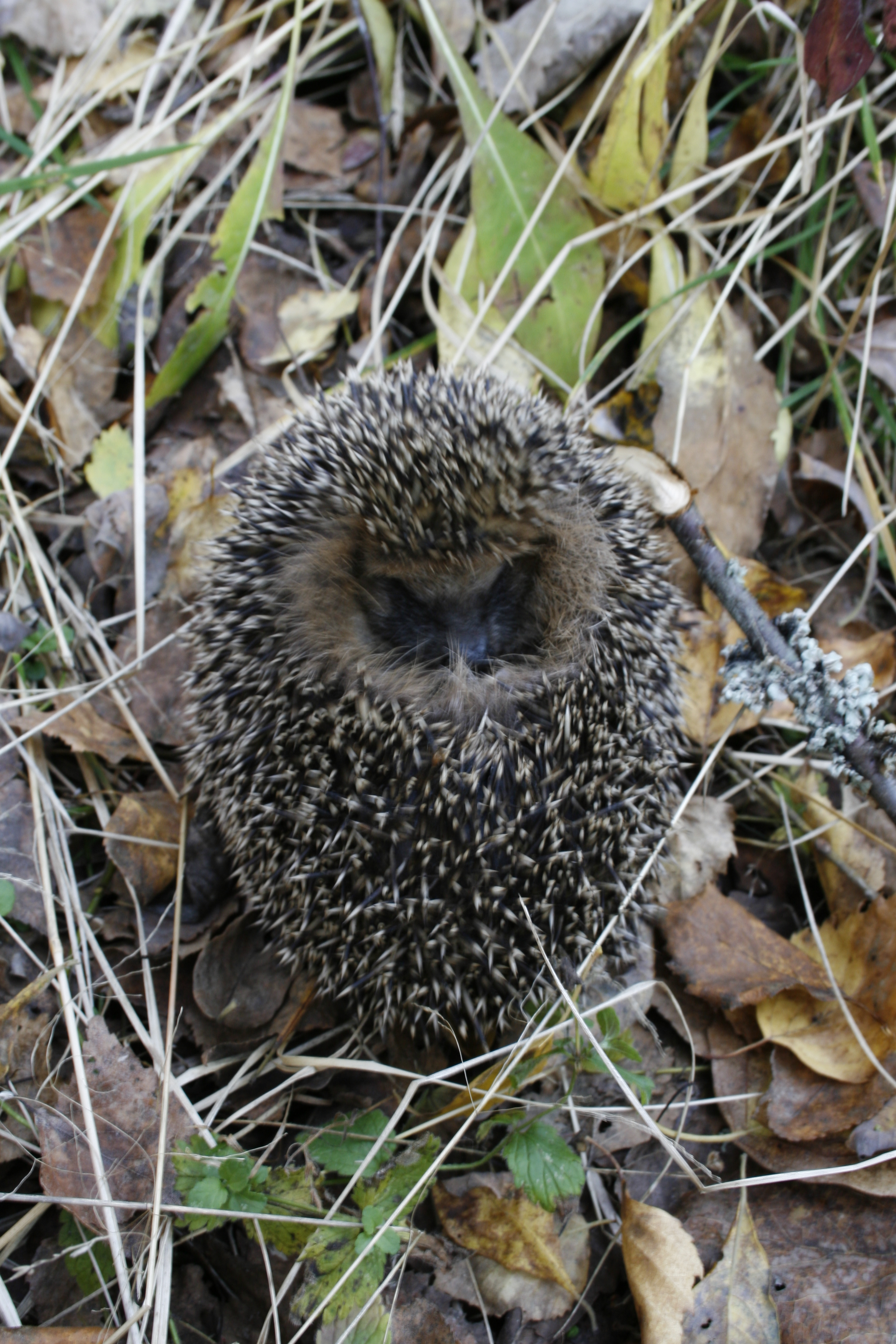
Ёж, свернувшийся в клубок

Обыкновенный ёж — животное, активное в ночное время суток. Не любит надолго уходить из своего «дома». День ежи проводят в гнезде или других укрытиях.
Обыкновенные ежи — довольно быстро передвигающиеся животные для своих размеров. Они способны бегать со скоростью до 3 м/с, хорошо плавают и прыгают. При ходьбе и беге ступают на землю всей ступнёй. Как у многих ночных животных, у ежа плохо развито зрение, зато они обладают острыми обонянием и слухом.
В летнее время частота пульса составляет 180 сокращений в минуту, в зимнюю спячку снижается до 20—60 ударов в минуту, при этом ежи совершают всего один вдох в минуту. С наступлением заморозков европейские ежи плотно закрывают вход в нору и впадают в зимнюю спячку. Обычно такая спячка длится с октября по апрель. Во время спячки температура тела ежа падает до 1,8 °C. За лето ему необходимо запасти как можно больше жира, ведь если обыкновенный ёж впадёт в спячку без достаточного запаса жира (менее 900 г), то зимой он рискует умереть от голода. За спячку ежи теряют до трети своего веса. После спячки не выходит из гнезда, пока температура воздуха не поднимется до 15 °C.
Обыкновенные ежи ведут одиночный образ жизни, но селятся неподалёку друг от друга. Однако, благодаря работам по изучению европейского ежа в Новой Зеландии, выяснилось, что переселенцы, оказавшись в новых условиях, стали более социальны и охотнее ночуют в общих гнездах.

### Питание

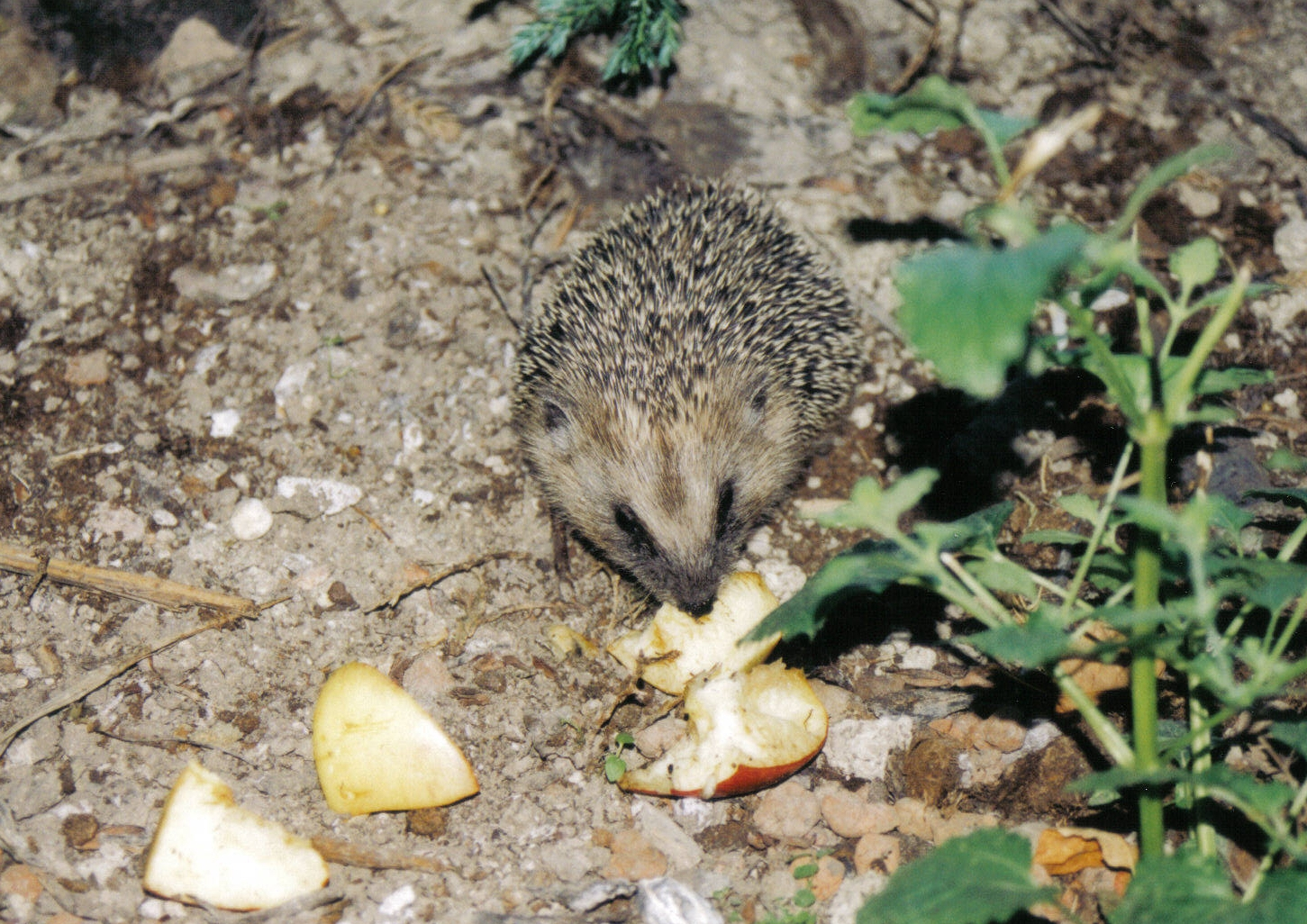
Ёж поедает упавшие фрукты

Европейские ежи — всеядные животные и являются оппортунистическими едоками. Основу их питания составляют насекомые (по большей части жуки, уховёртки, гусеницы) и дождевые черви. При этом жуки и уховёртки составляют от 80 до 90 процентов пищи по объёму, но образуют гораздо меньший вклад в общий энергетический баланс ежей. Когда основного рациона не хватает, он расширяется за счёт слизняков и улиток. Могут употреблять в пищу также мокриц, многоножек и яйца гнездящихся на земле птиц. Позвоночные в естественных условиях в рацион ежей попадают редко вопреки расхожему мнению о частом употреблении ими в пищу змей и мышей. При этом неясно, сколько добывается в процессе охоты, а сколько является падалью. Отмечены случаи каннибализма. Незначительную часть рациона могут составлять ягоды и фрукты, по всей видимости, ферментированные. Встречаются сообщения о поедании иного растительного материала, однако нет свидетельств о переваривании или пережёвывании таких растительных остатков. Как исключение, выступая в роли инвазивного вида Новой Зеландии, обыкновенные ежи стали порою почти полностью заменять плодами деревьев и кустарников привычную животную пищу.
В 1811 году П. С. Паллас экспериментально установил, что ежи без вреда для себя поедали нарывников, содержащих высокотоксичный для других животных яд. На ежей также слабо действуют такие яды, как мышьяк, сулема, опиум и даже синильная кислота. Конечно, очень большие дозы ядов губительны для ежей, но дозы, убивающие других животных, а также человека, ежам не вредят.

### Размножение

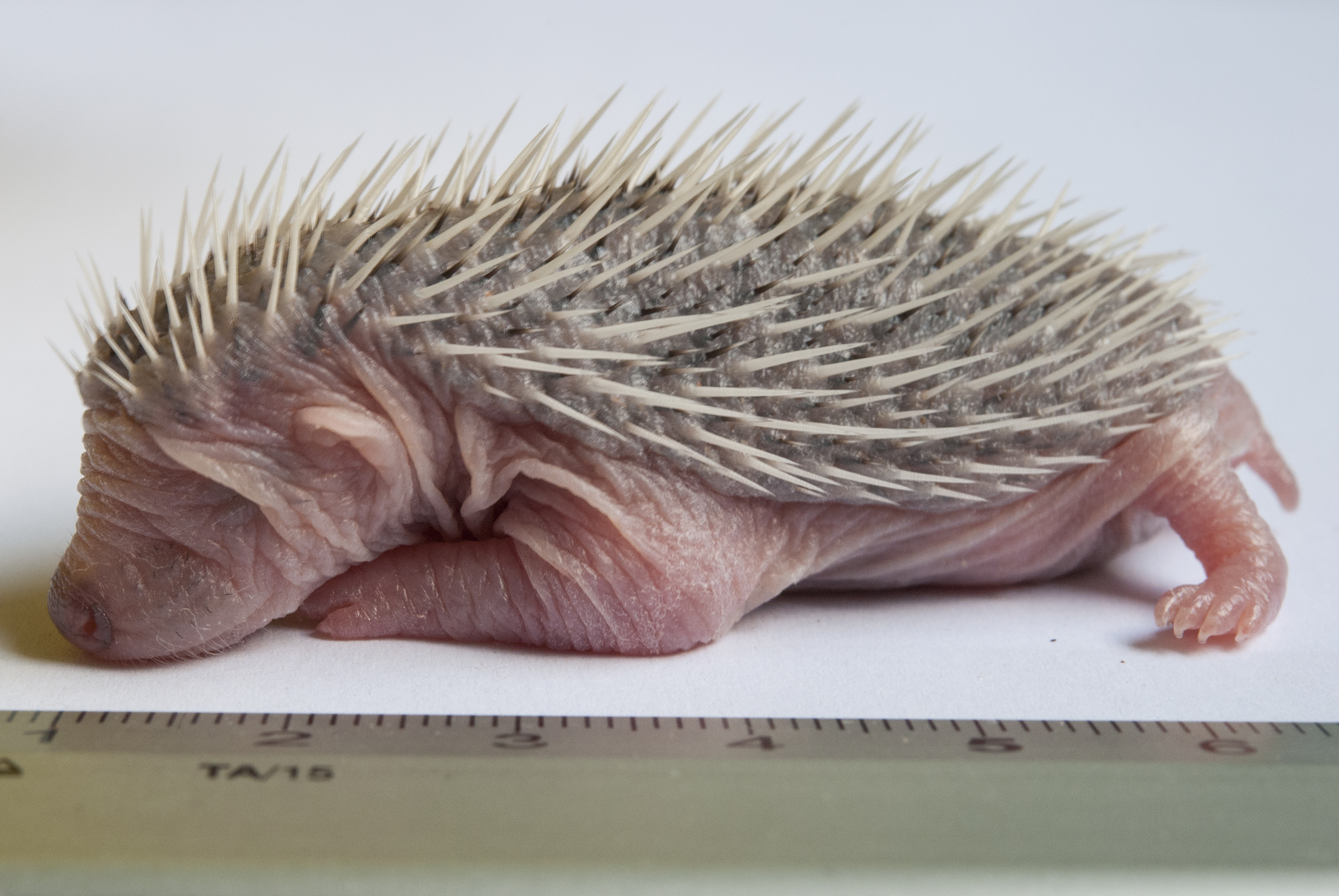
Однодневный ежонок

После зимней спячки у ежей начинается брачный период. Между самцами часто происходят драки из-за самок. Самцы кусают друг друга за ноги, морду, толкаются, используют в бою свои иглы. Во время драки ежи громко сопят и фыркают. После битвы победитель часами кружит возле самки. Во время спаривания самец находится сзади самки. Вагина у самки находится в самом конце тела, а пенис у самца — в середине живота, из-за этого ему нет необходимости полностью взбираться на самку. Перед спариванием самка тщательно приглаживает колючки и изгибает спину вниз. После спаривания ежи расходятся. В качестве убежища ежиха либо роет собственную нору, либо использует брошенные норы грызунов. В норе находится подстилка из сухой травы и листьев.
Как правило, за год самка приносит только один выводок. Беременность длится 49 дней. В помёте обычно 3—8 (чаще всего 4) детёнышей. Ежата рождаются голыми, слепыми, с ярко-розовой кожей, масса тела новорождённого — всего 12 граммов. Через несколько часов после рождения у ежат появляются белые и тёмные мягкие иглы. Полностью игловой покров формируется к 15-му дню жизни. Лактация продолжается около 1 месяца. Самостоятельно ежата начинают жить со второго месяца жизни. Половозрелыми становятся к 10—12 месяцам.
Рост тела происходит на протяжении всей жизни обыкновенных ежей.

## Поведение
При встрече с сильно пахнущим объектом ежи демонстрируют странное поведение, известное как «самосмазывание». Ёж лижет или разжевывает предмет, пока у него не начинает выделяться пенистая слюна, затем переносит её на иголки.

Иногда ежи накалывают на иглы даже сигаретные окурки или вату с остатками парфюма. Функция этого поведения до сих пор не ясна. Предположительно, это средство борьбы с паразитами. Широко распространённое мнение, что ежи будто бы накалывают на иголки пищу, является ошибочным. (Например, широко распространено заблуждение, что ежи могут накалывать яблоки или грибы на свои иглы). Автором этого заблуждения является Плиний Старший, написавший в Естественной истории: 
LVl. 133. Запасают на зиму пищу и ежи: накатавшись на упавших яблоках, ежи таким образом закрепляют их на спине и, держа ещё одно яблоко во рту, переносят в дупла деревьев.
 Иногда они переносят в своё гнездо наколотые на иголки листья.
Обыкновенный ёж — немногословное животное, однако обладает широким диапазоном издаваемых звуков. Чаще всего можно услышать пыхтение. Ежата, зовя родителей, щебечут.

## Значение для человека
Обыкновенный ёж полезен уничтожением вредных насекомых: среди поедаемых им насекомых — майские жуки, гусеницы монашенки и непарный шелкопряд (моль). В то же время ёж уничтожает птенцов и яйца гнездящихся на земле мелких птиц. Так, на Внешних Гебридах завезённые ежи превратились в настоящих вредителей, уничтожающих кладки таких птиц, как бекас, чернозобик, улит и чибис.
Ёж может быть переносчиком таких заболеваний, как дерматомикоз, жёлтая лихорадка, сальмонеллёз, лептоспироз, бешенство. На них в больших количествах водятся клещи и блохи. Например, изучение иксодовых клещей (переносчиков возбудителей клещевого энцефалита, туляремии, бабезиоза крупного рогатого скота, пироплазмоза лошадей) выявило, что ежи находятся в числе хозяев, на которых клещи кормятся во всех фазах развития. В лесных угодьях ежи собирают на себя клещей, в том числе энцефалитных, больше, чем любые другие звери, поскольку их колючий покров, как щёткой, счёсывает голодных клещей с травы. От клещей, забравшихся между иглами, ёж не способен избавиться.
Ёж — самый обычный, а в западной части ареала даже многочисленный вид. Он легко приспосабливается к жизни рядом с людьми и довольно часто содержится как домашнее животное. Известно, что римляне ещё в IV в. до н. э. выращивали ежей ради мяса — его запекали вместе с иголками в глине. Также шкуры ежей широко использовалась для выделки кож:
Сами по себе ежи небесполезны для жизни человека, как думают многие из нас, поскольку, если бы у них не было иголок, мягкие шкуры домашнего скота были бы бесполезны для смертных: ведь ежовая шкурка используется для выделки одежды. Однако и здесь исключительное право на продажу этого товара привело к тому, что обладающие им торговцы получают выгоду от бесчисленных подделок; ни одна другая проблема не требовала столь частых разбирательств в сенате, и не было ни одного императора, к которому не обращались бы с жалобами на подделку ежовой кожи (Плиний Старший, Естественная история VIII. 135).
Некоторые народные снадобья (в частности от облысения) включали пепел, желчь, внутренности или кровь ежа.

## Меры охраны
Обыкновенный ёж занесён в Красную книгу Москвы. Также вид включён в Красные книги Липецкой, Свердловской, Томской, Тюменской областей, где он не обитает, а обитает южный ёж (Erinaceus roumanicus), который после проведения в 1990—2000-х годах ряда морфологических, биохимических и молекулярных исследований обычно признаётся отдельным видом.

## Документалистика
- Документальный фильм. Автор: Marie-Helene Baconnet. Производство: Ecomedia, Франция, 2013 г (13 сентября 2015). Из жизни ёжика в период глобального потепления == Climate Change: a talk with the animals, The Hedgehog.  55 мин. Россия-Культура. Архивировано 9 июля 2021. {{cite episode}}: |series= пропущен или пуст (справка)